# Mahavira

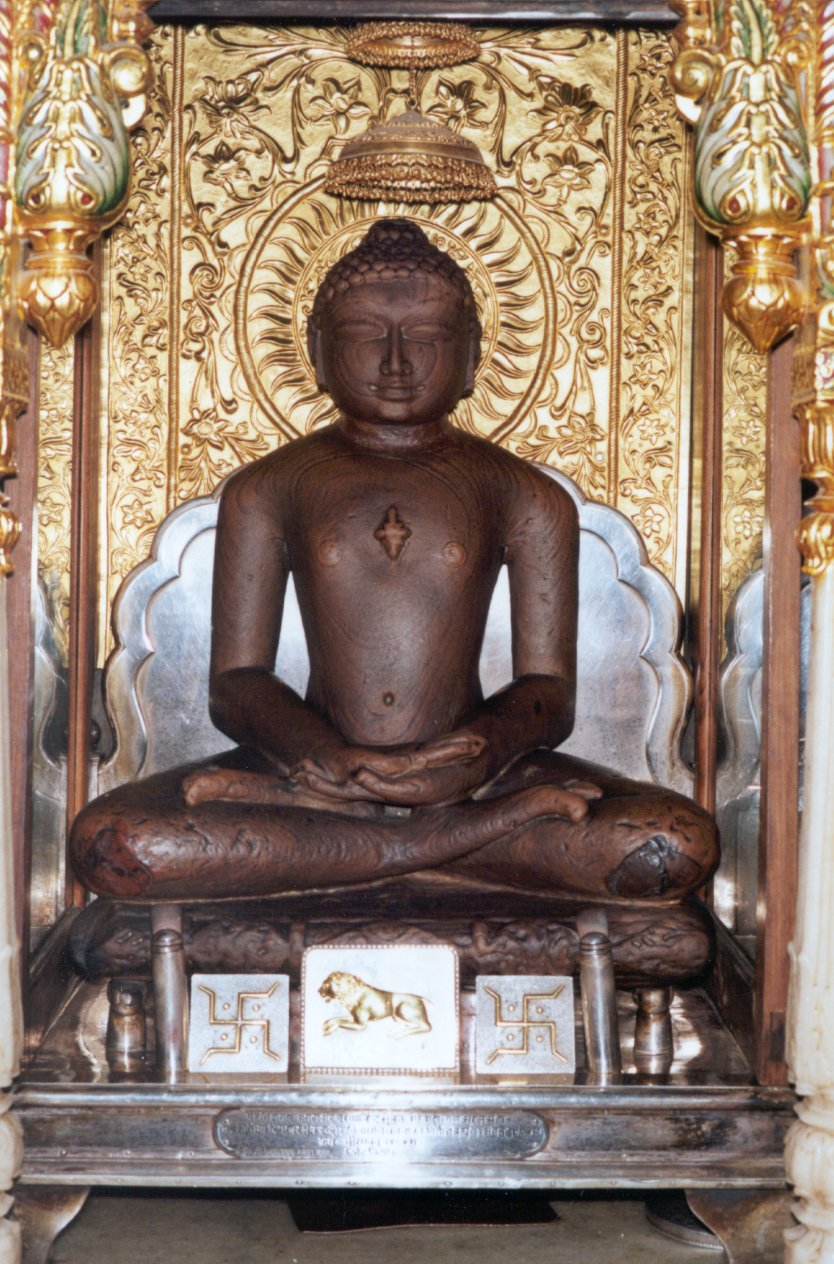
Mahavira

Mahavira, ursprungligen Vardhamana (tillnamnet Mahavira betyder ”stor hjälte”), antagligen född 562 f.Kr.[källa behövs] (enligt de troende född 599 f.Kr.) i Kundapura nära Vaishali, död cirka 490 f.Kr., var en indisk vishetslärare och grundare av jainismen. Han var son till kung Siddartha, gift med prinsessan Yasoda och fick dottern Anodja.
När Mahavira var 28 år avled båda hans föräldrar. Två år senare avsade han sig all sin egendom, sin familj och sina titlar. I en trädgård i byn Kundapura, efter två dagars fasta och meditation, tog Mahavira av sig alla sina kläder och slet av sig sitt hår, för att sedan dra ett tygstycke över sina axlar och svära att leva som en asket. Efter tretton månader som asket lade han av även sitt axelstycke. Efter 12 år som kringvandrande asket ansåg han sig ha nått sådan upplysning att han nått nirvana, och därpå började han värva proselyter.
Mahavira lärde ut att efterlevnaden av löftena ahimsa (icke-våld), satya (sanning), asteya (icke-stöld), brahmacharya (kyskhet) och aparigraha (icke-bindning) är nödvändiga för andlig befrielse. Han lärde ut principerna för Anekantavada (mångsidig verklighet): syadvada och nayavada. Mahaviras läror sammanställdes av Indrabhuti Gautama (hans främsta lärjunge). Texterna, som överfördes muntligt av Jain-munkar, tros till stor del ha gått förlorade omkring 1:a århundradet e.Kr.
Nigghanta (eg. "utan band") kallas ibland bekännarna av Mahaviras lära.